# 喜入駅
喜入駅（きいれえき）は、鹿児島県鹿児島市喜入町にある、九州旅客鉄道（JR九州）指宿枕崎線の駅である。駅アイコンは鹿児島市観光農園グリーンファームを模した杉の木とログハウスのデザイン。
普通列車のうち約半数は当駅で鹿児島中央駅方面へ折返す。

## 歴史
- 1934年（昭和9年）5月20日：鉄道省指宿線（現・指宿枕崎線）の駅として開設[2]。
- 1963年（昭和38年）10月31日：指宿線が指宿枕崎線へ改称、同線の駅となる[2]。
- 1971年（昭和46年）2月1日：貨物取扱廃止[2]。
- 1983年（昭和58年）3月8日：荷物扱い廃止[2]。
- 1986年（昭和61年）8月31日：駅舎リニューアル、水車をイメージした飾り屋根を追加し、洋風駅舎とする[3]。
- 1987年（昭和62年）4月1日：国鉄分割民営化に伴い、九州旅客鉄道（JR九州）の駅となる[2]。
- 2012年（平成24年）12月1日：ICカード「SUGOCA」が利用可能となる[4]。
- 2020年（令和2年）5月30日：駅遠隔案内システム（Smart Support Station）「ANSWER」導入に伴い、無人駅化[1][5]。
- 2024年（令和6年）3月16日：ダイヤ改正に伴い、特急「指宿のたまて箱」の客扱いが廃止される[6]。

## 駅構造
相対式ホーム2面2線（他に構内鹿児島中央寄りの乗越転轍器で本線に接続している非営業用留置線が1本あり、こちらは主に保守車両留置用となっている）を有する列車交換可能な地上駅。両ホームは跨線橋で連絡している。駅舎側ホーム（1番線）中程には、1980年代のCTC（列車集中制御装置）運用開始まで使用していた構内踏切に付帯する収納式階段を埋設した跡が残っている。
当駅折返し列車は原則1番線に発着するため、同列車が待機中には通常は1番線に発着する指宿方面下り列車が2番線に入る。なお2017年3月ダイヤ改正以前は、下り方面行特急「指宿のたまて箱」が全便1番線で発着したため、同列車と当駅で交換する当駅折返し列車については2番線に入線していた。
無人駅。以前は業務委託駅（JR九州サービスサポート受託）であった。2020年5月30日より駅遠隔案内システム（Smart Support Station）「ANSWER」の導入に伴い、無人駅化された。SUGOCAの利用が可能であるが、SUGOCAカード販売やSUGOCA定期券取扱は行わず簡易チャージ機によるチャージのみ可能。SUGOCA（鹿児島エリア）の利用可能範囲は当駅までで、当駅以南（前之浜駅・指宿駅方面）は利用不可。
駅舎は開業当時からのものだが、1986年に屋根・外壁をリニューアルして洋風駅舎としている。

### のりば
| 番線 | 路線        | 方向 | 行先                 |
| ---- | ----------- | ---- | -------------------- |
| 1-2  | ■指宿枕崎線 | 上り | 谷山・鹿児島中央方面 |
| 1-2  | ■指宿枕崎線 | 下り | 指宿・枕崎方面       |

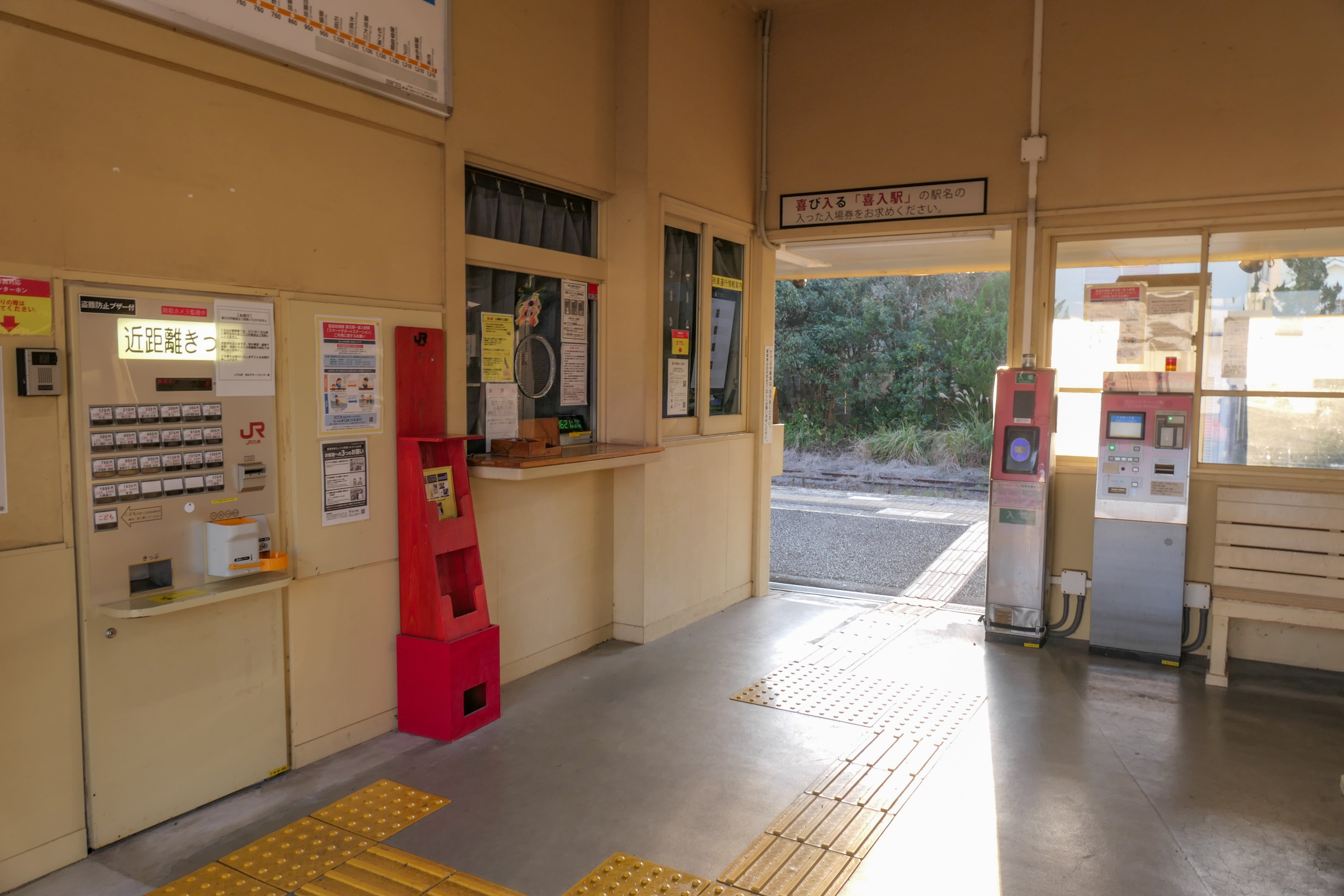
改札口（2022年1月）
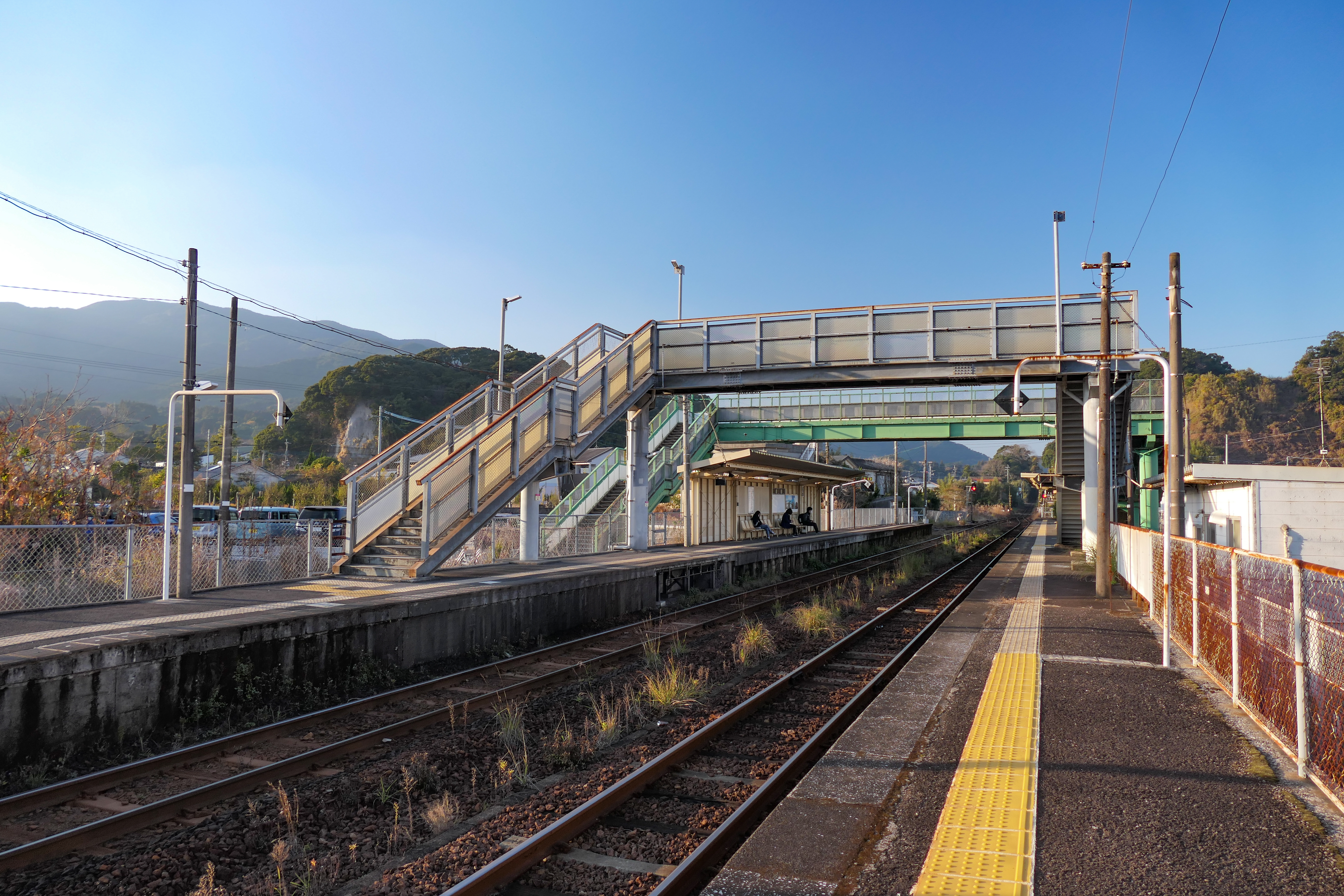
ホーム（2022年1月）
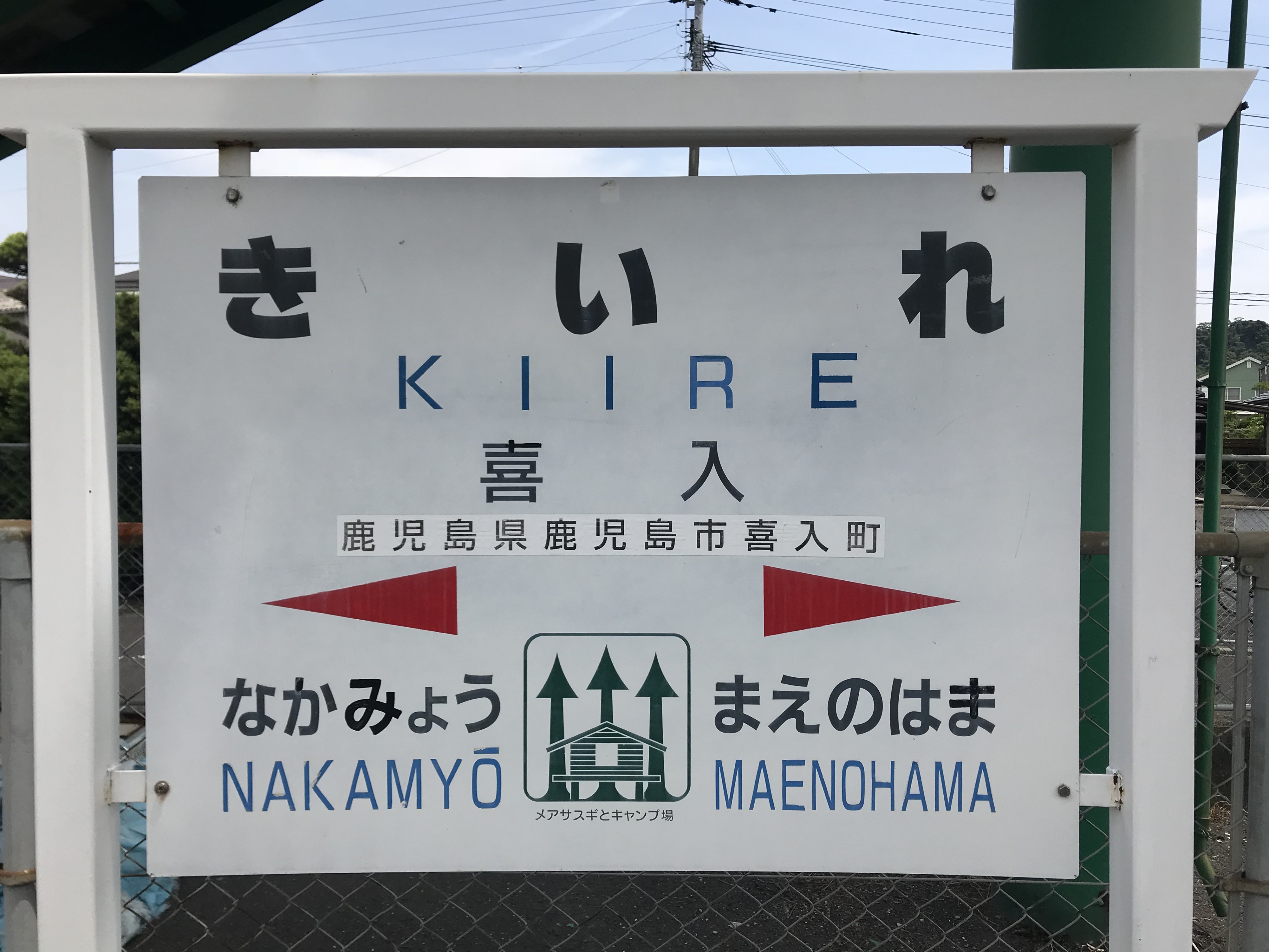
駅名標（2018年5月）

## 入場券について
有人駅時代には、駅名が喜を入れると書くため、縁起が良いと言うことで、朱色の祈念スタンプを押した記念入場券を発行していた。記念スタンプは8種類あり、新年や合格祈願に合わせて入場券を買い求める人がいた。また当駅は2007年にJR九州が2007枚限定で販売した七福きっぷの7駅にも入っている。
同様のスタンプ入場券は、飯田線鼎駅でも発売していた。

## 利用状況
2023年度の1日平均乗降人員は493人である。
| 年度 | 1日平均 乗車人員 | 1日平均 乗降人員 |
| ---- | ---------------- | ---------------- |
| 2002 | 811              |                  |
| 2003 | 781              |                  |
| 2004 | 803              |                  |
| 2005 | 762              |                  |
| 2006 | 765              |                  |
| 2007 | 740              | 1,489            |
| 2008 | 736              | 1,482            |
| 2009 | 720              | 1,446            |
| 2010 | 717              | 1,446            |
| 2011 | 707              | 1,426            |
| 2012 | 695              | 1,402            |
| 2013 | 715              | 1,441            |
| 2014 | 650              | 1,317            |
| 2015 | 670              | 1,351            |
| 2016 | 627              |                  |
| 2017 | 593              |                  |
| 2018 | 586              |                  |
| 2019 | 577              |                  |
| 2020 | 461              |                  |
| 2021 | 458              |                  |
| 2022 | 476              |                  |
| 2023 | 493              |                  |

## 駅周辺
- 鹿児島市役所喜入支所（旧・喜入町役場）
- 喜入郵便局
- 道の駅喜入
- ENEOS喜入基地（最寄駅は中名であるが、ビジネス客はタクシーが常駐している当駅を利用する場合が多い）
- 鹿児島市立喜入小学校
- 鹿児島市立喜入中学校

## バス路線
鹿児島交通
- 「喜入駅東」バス停
  - 知覧
  - 道の駅喜入
  - 指宿いわさきホテル

鹿児島市コミュニティバス「あいばす」
- 「喜入駅前」バス停

## 隣の駅
九州旅客鉄道（JR九州）
■指宿枕崎線
■快速「なのはな」
平川駅 - 喜入駅 - 薩摩今和泉駅
■普通
中名駅 - 喜入駅 - 前之浜駅